# Косталисојо (Белуно)
Косталисојо (итал. Costalissoio) је насеље у Италији у округу Белуно, региону Венето.
Према процени из 2011. у насељу је живело 327 становника. Насеље се налази на надморској висини од 1246 м.